# Campionat de Catalunya de natació - 400 metres braça
Els 400 metres braça fou una prova del Campionat de Catalunya de natació que es realitzà entre els anys 1921 i 1939 en categoria masculina. Mai es va disputar en categoria femenina. El nedador amb més triomfs a la prova fou Josep Francesch Cazorla, nedador del CN Arenys i més tard del CN Barcelona.

## Historial

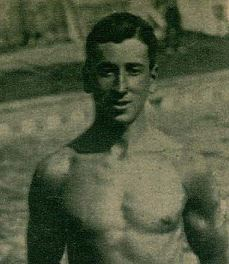
Ramon Sapés i Farré guanyà dos cops el Campionat de Catalunya els anys 1929 i 1931.

| IV                                                  | 1921 | Salvador Laguia                 | CN Lleida                       | 7:37.4                          | [ 1 ]                           |
| V                                                   | 1922 | Joan Costa                      | CN Pop de Badalona              | 7:25.8                          | [ 1 ]                           |
| VI                                                  | 1923 | Joan Costa                      | CN Pop de Badalona              | 7:22.4                          | [ 1 ]                           |
| VII                                                 | 1924 | Salvador Laguia                 | CN Lleida                       | 7:32.0                          | [ 1 ]                           |
| VIII                                                | 1925 | Josep Francesch                 | CN Arenys                       | 7:08.6                          | [ 1 ]                           |
| IX                                                  | 1926 | Josep Francesch                 | CN Arenys                       | 6:47.7                          | [ 1 ]                           |
| X                                                   | 1927 | Josep Francesch                 | CN Arenys                       | 6:57.4                          | [ 1 ]                           |
| XI                                                  | 1928 | Josep Francesch                 | CN Barcelona                    | 6:58.7                          | [ 1 ]                           |
| XII                                                 | 1929 | Ramon Sapés                     | CN Sabadell                     | 6:38.4                          | [ 1 ]                           |
| XIII                                                | 1930 | Antoni Sierra Fernández         | CN Atlètic                      | 7:25.0                          | [ 1 ]                           |
| XIV                                                 | 1931 | Ramon Sapés                     | CN Sabadell                     | 6:36.0                          | [ 1 ]                           |
| XV                                                  | 1932 | no es disputà entre 1932 i 1936 | no es disputà entre 1932 i 1936 | no es disputà entre 1932 i 1936 | no es disputà entre 1932 i 1936 |
| XVI                                                 | 1933 | no es disputà entre 1932 i 1936 | no es disputà entre 1932 i 1936 | no es disputà entre 1932 i 1936 | no es disputà entre 1932 i 1936 |
| XVII                                                | 1934 | no es disputà entre 1932 i 1936 | no es disputà entre 1932 i 1936 | no es disputà entre 1932 i 1936 | no es disputà entre 1932 i 1936 |
| XVIII                                               | 1935 | no es disputà entre 1932 i 1936 | no es disputà entre 1932 i 1936 | no es disputà entre 1932 i 1936 | no es disputà entre 1932 i 1936 |
| XIX                                                 | 1936 | no es disputà entre 1932 i 1936 | no es disputà entre 1932 i 1936 | no es disputà entre 1932 i 1936 | no es disputà entre 1932 i 1936 |
| no es disputà entre 1937 i 1938 per la Guerra Civil |      |                                 |                                 |                                 |                                 |
| XX                                                  | 1939 | Valentí Sabaté Mas              | CN Martorell                    | 6:40.2                          | [ 1 ]                           |